# Terreno selettivo per Clostridioides difficile
Il terreno in piastra Clostridioides difficile Selective Agar è un terreno di coltura selettivo per l'isolamento del Clostridioides difficile

## Formula tipica
- Peptocomplex 40.0 g/l
- Fosfato di sodio bibasico 5.0 g/l
- Fosfato di magnesio monobasico 1.0 g/l
- Solfato di magnesio 0.1 g/l
- Sodio cloruro 2.0 g/l
- Fruttosio 6.0 g/l
- Agar agar 15.0 g/l
- D- cicloserina 500.0 mg
- Cefoxitina 16.0 mg
- Sangue defibrinato di cavallo 50.0 ml

pH finale 7.4 ± 0.2.

## Descrizione
Si tratta di una modificazione della formula originale di George e coll: contiene fruttosio, cicloserina, cefoxitina e sangue defibrinato di cavallo in sostituzione dell'emulsione di tuorlo d'uovo. La cicloserina e la cefoxitina inibiscono una larga varietà di microrganismi, inclusi gli enterobatteri, gli streptococchi fecali, i bacilli anaerobi Gram negativi non sporigeni e le specie del genere Clostridium, ma non il Clostridioides difficile.

## Metodo d'impiego
Per l'isolamento di C. difficile seminare le feci o altro materiale in esame, direttamente sulla superficie dell'agar strisciando in modo da ottenere colonie ben isolate. Incubare a 37 °C per 48 ore in atmosfera anaerobia. Dopo 48 ore di incubazione le colonie di C. difficile sono circolari, bombate, grigio opaco, a volte con bordi filamentosi, 4–6 mm di diametro.